# نه (ترانه شکیرا)
«نه» (به اسپانیایی: No) تک‌آهنگی از هنرمند اهل کلمبیا شکیرا، است که در سال ۲۰۰۵ میلادی منتشر شد.
این تک‌آهنگ در چارت‌های چند کشور جزو ده ترانه اول قرار گرفت.